# Jinkan Ifraimu
Jinkan Ifraimu Bulus, né le 13 décembre 1988, est un joueur nigérian de badminton.

## Carrière
Jinkan Ifraimu est médaillé d'or par équipe mixte et médaillé de bronze en double hommes avec Ocholi Edicha aux Jeux africains de 2007 à Alger.
Lors des Championnats d'Afrique de badminton 2011 à Marrakech, il obtient la médaille d'or en simple hommes, et médaillé d'argent en double hommes avec Ola Fagbemi et en équipe mixte. Aux Jeux africains de 2011 à Maputo, il est médaillé d'or en double hommes avec Ola Fagbemi et par équipe mixte et médaillé de bronze en simple hommes.
Aux Championnats d'Afrique de badminton 2012 à Addis Abeba, il remporte la médaille d'argent en double hommes avec Ola Fagbemi et la médaille de bronze en simple hommes.
Lors des Championnats d'Afrique de badminton 2013 à Rose Hill, il obtient la médaille d'argent en équipe mixte et la médaille de bronze en simple hommes. Aux Jeux africains de 2015 à Brazzaville, il est médaillé de bronze en double hommes avec Ola Fagbemi et par équipe mixte.
Aux Championnats d'Afrique par équipe, il est médaillé d'or en 2008 et en 2010 et médaillé d'argent en 2012.